# Бугич, Симион
Симион Бугич (рум. Simion Bughici, 25 декабря 1914, Яссы, Королевство Румыния — 1 февраля 1997, Бухарест, Румыния) — румынский государственный деятель, министр иностранных дел Социалистической Республики Румыния (1952—1955).

## Биография
Родился 14 декабря 1914 года в городе Яссы. Закончил 3 класса средней школы. Работал текстильщиком.
В 1933 году вступил в Коммунистическую партию Румынии. Работал на ткацкой фабрике «Адриана», входил в руководство ряда региональных партийных комитетов.
Во время Второй мировой войны был заключен в концлагерь Вапнярка в Транснистрии. В марте 1944 года сумел бежать при перемещении из лагеря в Гросулово в Тыргу-Жиу.
Босс замминистра экономического дирекция C.C.P.M.R. (27 мая 1957); активист C.C.P.M.R.
- 1945 г. — секретарь обкома РКП Молдовы,
- 1946 г. — секретарь регионального комитета РКП Брашова,
- 1947 г. — инструктор ЦК РКП,
- 1948 г. — заведующий кадровым отделом Румынской рабочей партии,
- 1949—1952 гг. — посол Румынии в СССР и в Финляндии и Монголии (по совместительству),
- 1952—1955 гг. — заместитель премьер-министра, министр иностранных дел,
- 1955—1957 гг. — заместитель премьер-министра Социалистической Республики Румыния,
- 1957—1961 гг. — заместитель заведующего экономическим отделом ЦК Румынской рабочей партии,
- 1961—1965 гг. — инструктор ЦК Румынской рабочей партии,
- 1965—1969 гг. — председатель правления потребительского союза (CENTROCOOP) Румыния,
- март-июнь 1969 г. — министр продовольствия,
- 1969—1974 гг. — заместитель президента Центральной партийной коллегии (Colegiului Central de Partid), контрольного органа РКП.

Кандидат в члены ЦК РКП (1950—1974), член Центральной ревизионной комиссии (1974—1979), депутат Великого Национального Собрания Социалистической Республики Румынии (1975—1979).
Умер в 1977 году в Бухаресте.

## Награды и звания
Был награждён орденом Звезды Румынии 1-й (1971) и 2-й степеней (1948), орденами Труда 1-й (1955 и 1954) и 2-й (1948) степеней, орденом «Апэраря патрией» (1948), орденами «23 августа» 1-й (1964) и 2-й степеней (1959), орденом Тудора Владимиреску 2-й степени (1966),